# Spaelotis deplorata
Spaelotis deplorata är en fjärilsart som beskrevs av Otto Staudinger 1896. Spaelotis deplorata ingår i släktet Spaelotis och familjen nattflyn. Inga underarter finns listade i Catalogue of Life.